# نهائي كأس الكؤوس الأوروبية 1985
نهائي كأس الكؤوس الأوروبية 1985 هي المباراة النهائية من منافسة كأس الكؤوس الأوروبية 1984–85، أقيمت المباراة في 15 مايو 1985، في ملعب دي كويب، بين فريقي نادي إيفرتون، ورابيد فيينا، وفاز فيها نادي إيفرتون، بعد أن هزم رابيد فيينا، بنتيجة 3 - 1، وكان حكم المباراة باولو كازارين، وحضر المباراة 38500 شخصاً.

## تفاصيل المباراة
لعبت المباراة النهائية في 15 مايو 1985.
| نادي إيفرتون | 3 -1 | رابيد فيينا |
| ------------ | ---- | ----------- |
|              |      |             |